# Apeadero Santiago Alcorta
Apeadero Santiago Alcorta es una estación de ferrocarril ubicada en el Departamento San Roque en la Provincia de Corrientes, República Argentina. 

## Servicios
Se encuentra precedida por la 9 de Julio y le sigue la Estación Mantilla.